# Pinesdale
Pinesdale – miasto w Stanach Zjednoczonych, w stanie Montana, w hrabstwie Ravalli.